# Castro Alves
Castro Alves este un oraș în unitatea federativă Bahia (BA) din Brazilia.

## Denumirea actuală a localității
Castro Alves, dar și Castro Alves, Bahia, este municipalitatea din statul brazilian Bahia, numită anterior Vila de Nossa Senhora da Conceição de Curralinho, dar redenumită după cele două nume de familie, Castro Alves, pentru a onora poetul și dramaturgul romantic, născut în această localitate, Antônio Frederico de Castro Alves, cunoscut mai ales – deși este incorect - doar ca și Castro Alves.

## Caracteristici
Castro Alves este o municipalitate braziliană din stat din Bahia. Este situat la latitudine 12º45'56" sud și longitudine 39º25'42" vest, la o altitudine de 278 de metri. Populația sa estimată în 2018 de IBGE era de 26.209 de locuitori.